# Oana Pantelimon
Oana Manuela Pantelimon née Musunoiu (née le 27 septembre 1972 à Tecuci) est une athlète roumaine spécialiste du saut en hauteur.

## Palmarès

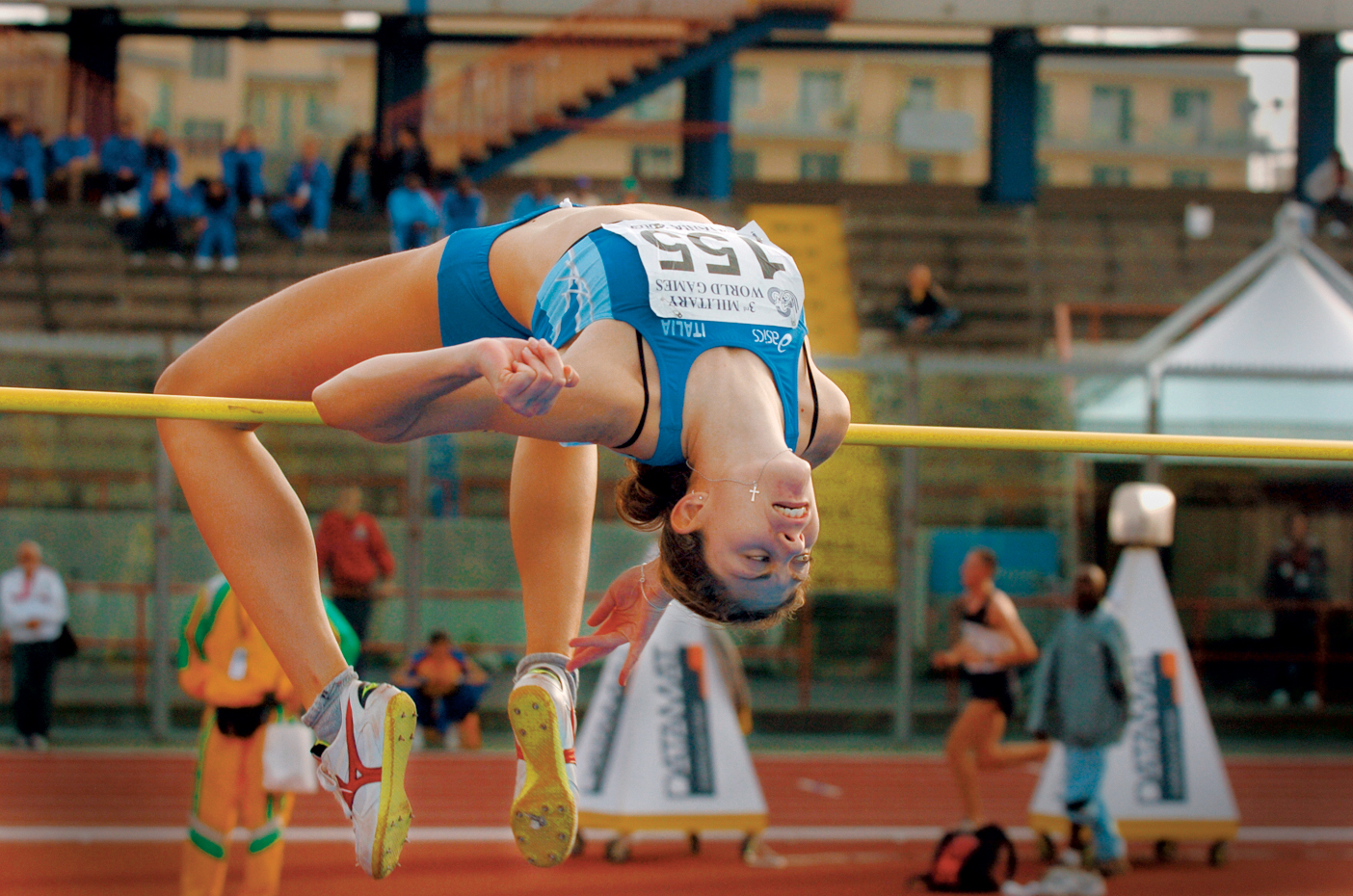
Daniela Galeotti, concurrente d'Oana Pantelimon lors des jeux mondiaux militaires où elle finit 3e.

| Date | Compétition                    | Lieu       | Résultat | Marque |
| ---- | ------------------------------ | ---------- | -------- | ------ |
| 2000 | Jeux olympiques                | Sydney     | 3e       | 1,99 m |
| 2001 | Jeux de la Francophonie        | Ottawa     | 3e       | 1,84 m |
| 2001 | Championnats du monde          | Edmonton   | 9e       | 1,90 m |
| 2002 | Championnats d'Europe en salle | Vienne     | 8e       | 1,90 m |
| 2002 | Coupe d'Europe                 | Annecy     | 2e       | 1,93 m |
| 2002 | Championnats d'Europe          | Munich     | 4e       | 1,89 m |
| 2003 | Championnats du monde en salle | Birmingham | 9e       | 1,92 m |
| 2003 | Championnats du monde          | Paris      | qual.    | 1,88 m |
| 2003 | Jeux mondiaux militaires       | Catane     | 3e       | 1,86 m |
| 2004 | Jeux olympiques                | Athènes    | 7e       | 1,93 m |
| 2005 | Championnats d'Europe en salle | Madrid     | 9e       | 1,85 m |
| 2005 | Championnats du monde          | Helsinki   | qual.    | 1,91 m |
| 2007 | Championnats d'Europe en salle | Birmingham | qual.    | 1,89 m |
| 2007 | Championnats du monde          | Osaka      | qual.    | 1,84 m |

## Records
| Épreuve         | Performance | Lieu   | Date              |
| --------------- | ----------- | ------ | ----------------- |
| Saut en hauteur | 1,99 m      | Sydney | 30 septembre 2000 |